# Байчи-Жилински ут (станция метро)
«Байчи-Жилински ут» (венг. Bajcsy-Zsilinszky út — «улица имени Байчи-Жилински») — станция Будапештского метрополитена на линии M1 (жёлтой).
Станция расположена под перекрёстком улицы Байчи-Жилински, улицы Аттилы Йозефа и проспекта Андраши. Проспект Андраши, одна из самых известных улиц Будапешта, начинается от этого перекрёстка, и линия M1 Будапештского метрополитена от станции «Байчи-Жилински ут» далее идёт вдоль него вплоть до площади Героев (станция «Хёшёк тере»).
Станция была открыта 2 мая 1896 года в составе первой линии Будапештского метрополитена, ставшей и первой линией метрополитена в континентальной Европе. Ранее носила имя «Ваци кёрут» (венг. Váczy körút — бульвар Ваци), переименована в честь антифашистского деятеля Эндре Байчи-Жилински.
«Байчи-Жилински ут» — станция мелкого заложения с двумя боковыми платформами.

## Галерея

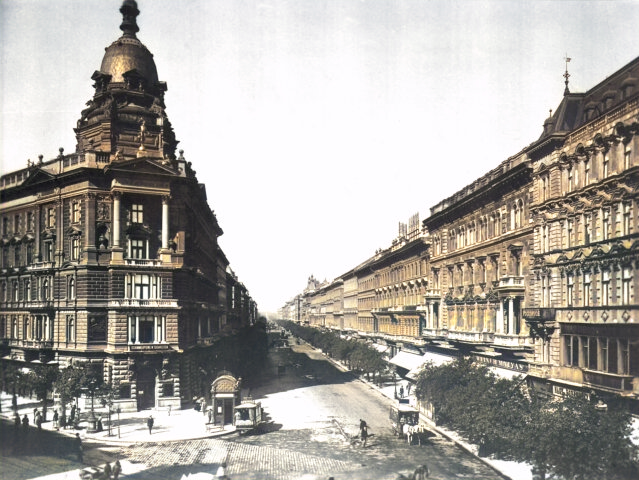
На фотографии виден вход на станцию, конец XIX века
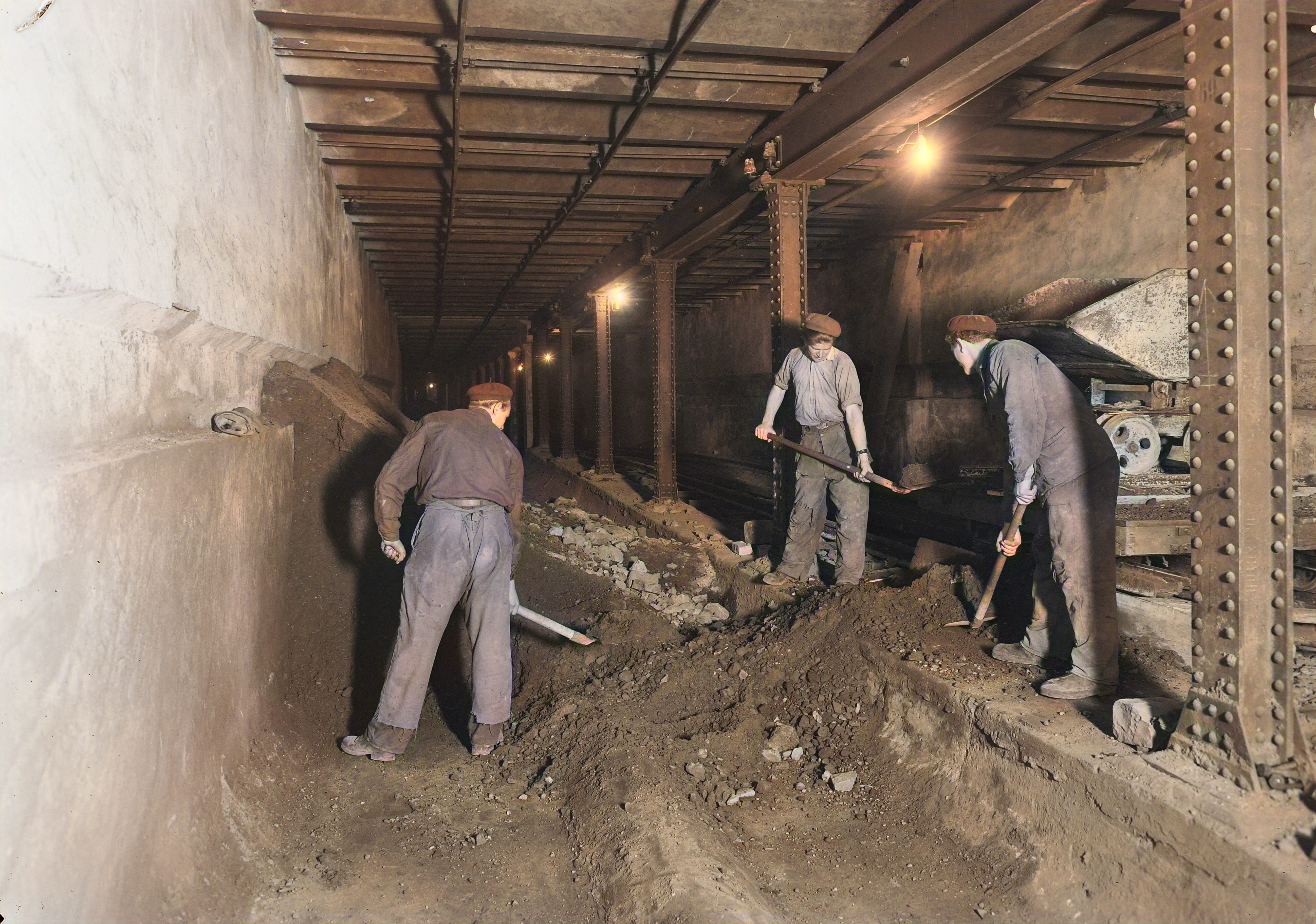
Строительство нового участка, ведущего к Площади Ференца Деака в 1955 году
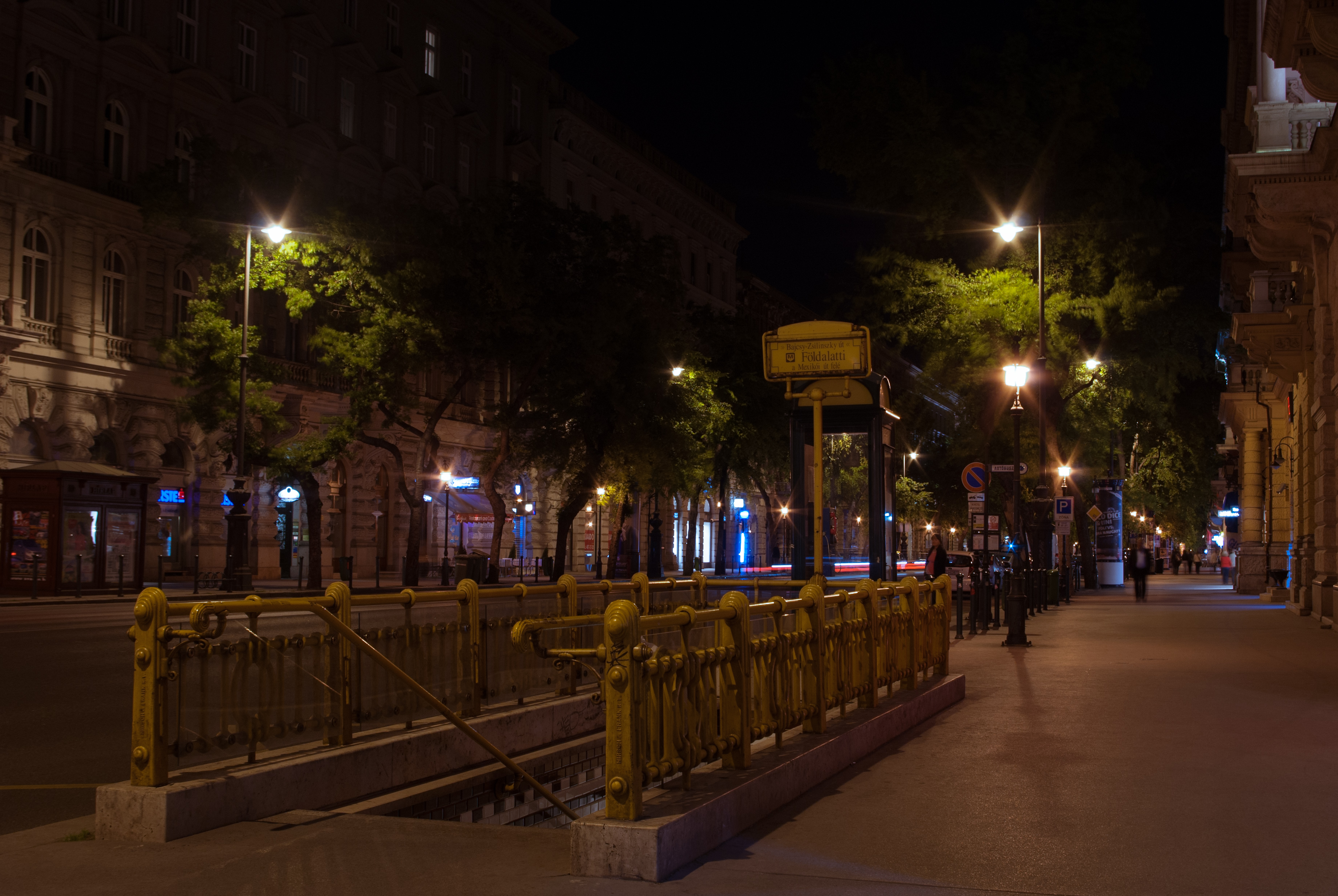
Один из входов на станцию